# 위대한 유산 (2006년 드라마)
《위대한 유산》은 2006년 5월 3일부터 2006년 6월 29일까지 방영한 한국방송공사의 수목 미니시리즈인데 배우들의 연기 변신에 너무 치중한 나머지, 캐릭터들의 코믹한 면이 너무 부각되어 오히려 부자연스럽다는 지적을 사 한자릿수 시청률로 기대 이하의 성적에 그쳤다.
한편, 김진수 (구준익 역)는 해당 프로그램 이후 한동안 방송활동을 중단했다가 2007년 10월 5일부터 SBS 《심리극장 천인야화》새 공동 MC로 발탁되어 활동을 재개했는데 이 과정에서 연예인 패널도 출연시켰으나 동시간대 KBS 2TV 《좋은나라 운동본부》때문에 시청률 부진을 면치 못하자 2008년 1월 11일부터 박해미 단독 진행으로 변경한 동시에 기존의 스튜디오 심리 토크를 폐지하고 본격 심리물로 변경시켰지만 그 해 2월 29일 방영분을 끝으로 막을 내려야 했다.
아울러, 노현희 (승현 모 역)는 해당 작품 이후 가정사 등 여러 가지 사정 때문에 안방극장에서 사라졌다가 2013년 SBS 아침연속극 《당신의 여자》로 드라마 복귀를 했으나 그 이후 연극 무대에서 활동 중이다.

## 등장 인물

### 주요 인물
- 김재원 : 강현세
- 한지민 : 유미래
- 이미숙 : 고아라
- 김지훈 : 최시완

### 주변 인물
- 변희봉 : 정일도
- 손병호 : 소동파
- 장현성 : 장만호
- 정태우 : 날치
- 김진수 : 구준익
- 황석규 : 천상식
- 노현희 : 승현 모
- 박재롬 : 예서 모
- 최한울 : 한울
- 최인경 : 천사
- 김민기 : 황승현
- 신동우 : 진경호
- 유연미 : 한예서
- 진지희 : 구동주
- 하주희 : 진유정
- 최원홍
- 김하은
- 고규필
- 나경민
- 백소미

## 편성 변경 및 연장
- 2006년 6월 14일 방송분은 2006년 FIFA 월드컵(스페인 대 우크라이나) 중계 방송 관계로 결방되었다.
- 위대한 유산 방영 분량이 16부작에서 1회 연장되어 17부작으로 변경. 확정되었다.